# Association chinoise pour la promotion de la démocratie

Logo

L'Association chinoise pour la promotion de la démocratie (chinois simplifié : 中国民主促进会 ; chinois traditionnel : 中國民主促進會 ; pinyin : Zhōngguó Mínzhǔ Cùjìnhuì) est un des huit partis politiques mineurs officiellement reconnus en République populaire de Chine. Fondé le 12 décembre 1945, il suit la direction du Parti communiste chinois et est membre de la Conférence consultative politique du peuple chinois.

## Liste des présidents
1. Ma Xulun (马叙伦) (1949–1958)
2. Zhou Jianren (周建人) (1979–1984)
3. Ye Shengtao (叶圣陶) (1984–1987)
4. Lei Jieqiong (雷洁琼) (1987–1997)
5. Xu Jialu (许嘉璐) (1997–2007)
6. Yan Junqi (严隽琪) (2007–2017)
7. Cai Dafeng (蔡达峰) (depuis 2017)